# Saga Andersson
Saga Viola Andersson, född 30 mars 2000 i Vanda, är en finländsk stavhoppare.
Andersson tävlar för Esbo IF. Som tränare fungerar Björn Andersson. Hennes personliga inomhusrekord är från 17 februari 2018 och lyder 440 cm. Hennes personliga utomhusrekord är från 25 augusti 2017 och lyder 442 cm. Med inomhusrekordet på 440 cm är hon den dam som hoppat tredje högst genom tiderna i Finland. 

## Meriter

### 2017
- FM guld med höjden 423 cm
- U20 EM fjärdeplacering[3]

### 2018
- FM guld med höjden 440 cm

## Rekord
2017 noteras Saga Andersson för nytt SFI rekord i stav för damer med höjden 442 cm vilket även är hennes personbästa. I och med det innehar hon även SFI-rekordet för såväl 17-åringar, 19-åringar och damer.

## Utmärkelser
2018 mottog Saga Finlands Svenska Idrotts ungdomspris på den finlandssvenska Idrottsgalan.